# Bistum Caltagirone
Das Bistum Caltagirone (lat.: Dioecesis Calatayeronensis, ital.: Diocesi di Caltagirone) ist eine auf Sizilien gelegene Diözese der römisch-katholischen Kirche mit Sitz in Caltagirone. Sie gehört zu der Kirchenprovinz Catania der Kirchenregion Sizilien und ist ein Suffraganbistum des Erzbistums Catania.

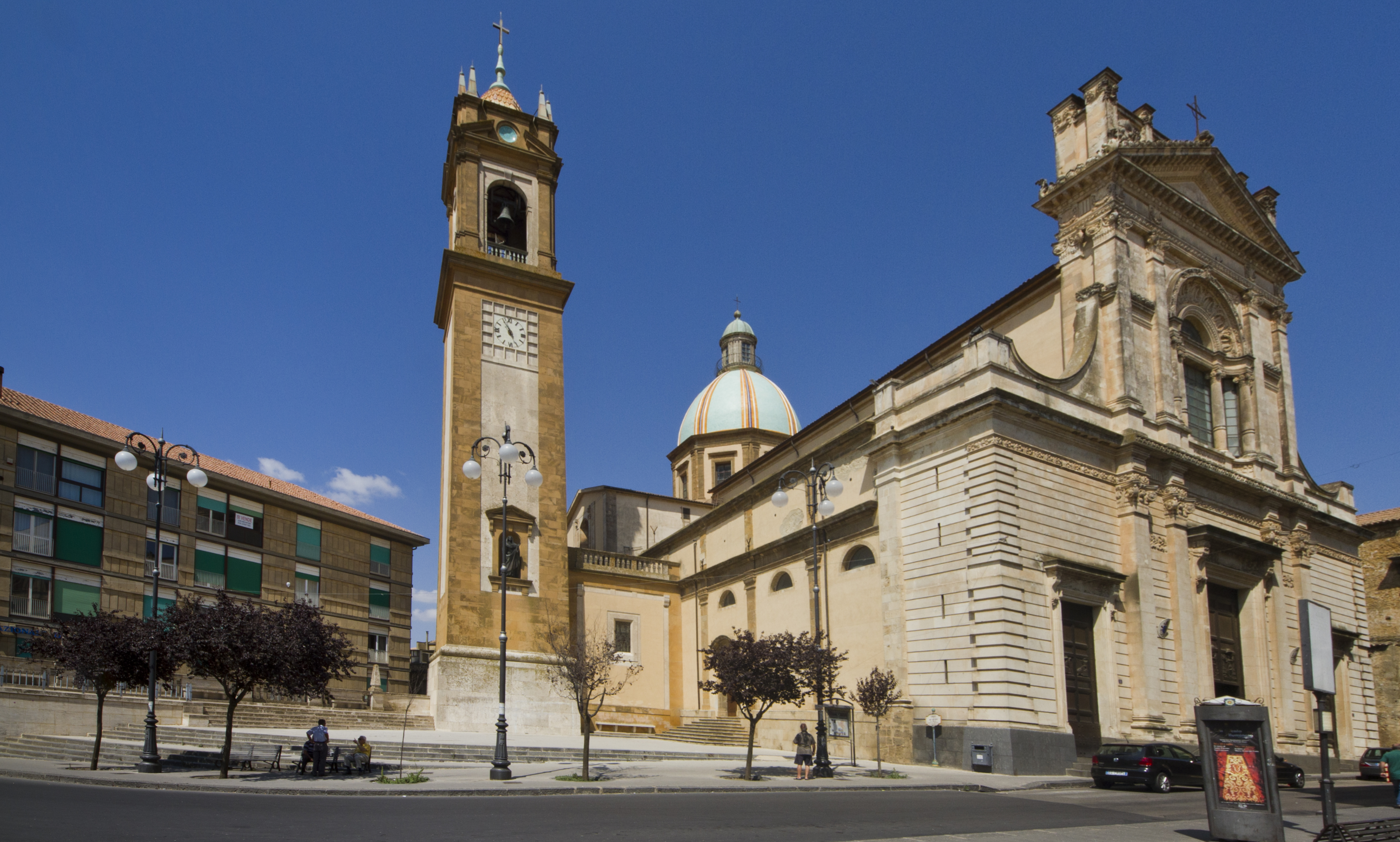
Kathedrale in Caltagirone

## Geschichte
Das Bistum Caltagirone wurde am 12. September 1816 errichtet.

## Bischöfe
- Gaetano Maria Giuseppe Benedetto Placido Vincenzo Trigona e Parisi (21. Dezember 1818–15. April 1833)
- Benedetto Denti, OSB (15. März 1833–3. August 1853)
- Giuseppe Maria Maniscalco, OFM (17. April 1854–10. April 1855)
- Luigi Natoli (15. März 1858–22. Februar 1867)
- Sedisvakanz (1867–1872)
- Antonio Morana (23. Februar 1872–18. August 1879)
- Giovanni Battista Bongiorno † (22. September 1879–14. März 1887)
- Saverio Gerbino (14. März 1887–16. März 1898)
- Damaso Pio De Bono (28. November 1898–17. Dezember 1925)
- Giovanni Bargiggia (14. März 1927–6. Juli 1937)
- Pietro Capizzi (12. August 1937–11. November 1960)
- Francesco Fasola, O.SS.G.C.N. (11. November 1960–25. Juni 1963)
- Carmelo Canzonieri (30. Juli 1963–8. Januar 1983)
- Vittorio Luigi Mondello (30. Juli 1983–28. Juli 1990)
- Vincenzo Manzella (30. April 1991–7. September 2009)
- Calogero Peri, OFMCap, seit 30. Januar 2010